# Blodsvept (EP)
Blodsvept är en EP med det finländska folkmetal-bandet Finntroll. EP:n utgavs av skivbolaget Century Media Records 28 februari 2013, en månad innan fullängdsalbumet Blodsvept släpptes.

## Låtlista
1. "Blodsvept" – 4:31
2. "När jättar marschera" – 4:09
3. "Nattfödd (Live at Wacken 2006)" – 4:58
4. "Det iskalla trollblodet (Live at Wacken 2006)" – 5:02
5. "Can You Forgive Her" – 4:22
6. "Rivfader (Demosong)" – 4:04

- Spår 1 och 2 från det kommande albumet (Blodsvept), text: Katla, musik: Finntroll
- Spår 3 och 4 från bonus-DVD:n från en utgåva av albumet Ur jordens djup. Låtarna fanns med på albumet Nattfödd. Spår 3: text av Wilska och musik av Trollhorn, spår 4 har text och musik av Trollhorn.
- Spår 5 är en Pet Shop Boys-cover som återfinns på en "tour edition" av albumet Nifelvind. Låten är skriven av Chris Lowe och Neil Francis Tennant.
- Spår 6 är från demoalbumet Rivfader. Text: Katla, musik: Somnium.

## Medverkande
Musiker
- Tundra (Sami Uusitalo) – basgitarr
- Beast Dominator (Samu Ruotsalainen) – trummor
- Skrymer (Samuli Ponsimaa) – gitarr
- Trollhorn (Henri Sorvali) – keyboard, gitarr
- Routa (Mikael Karlbom) – gitarr
- Vreth (Mathias Lillmåns) – sång
- Virta (Aleksi Virta) – keyboard

Andra bidrag
- Katla (Jan Jämsen) – texter
- Somnium (Teemu Raimoranta) – musik